# Tetelrath

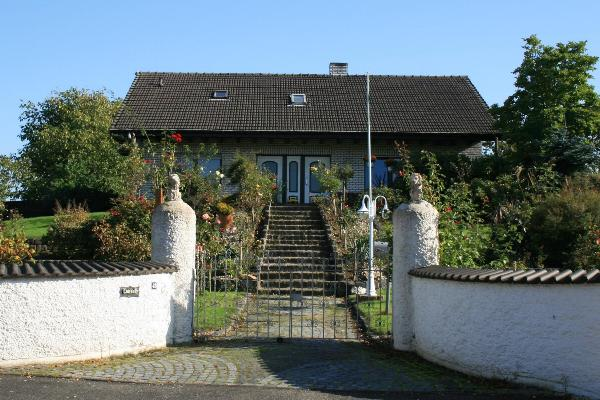
Wohnhaus in Tetelrath

Tetelrath ist ein Ortsteil der Mittelstadt Wegberg im Kreis Heinsberg im Bundesland Nordrhein-Westfalen.

## Geografie

### Lage
Tetelrath liegt nordwestlich von Wegberg an der Landesstraße 126.

### Nachbarorte
|          | Blonderath                                  | Lüttelforst |
| Varbrook | Kompassrose, die auf Nachbargemeinden zeigt | Venn        |
|          | Merbeck                                     |             |

## Geschichte
Der Ort liegt nördlich von Merbeck und gehörte in früherer Zeit zur Pfarre Niederkrüchten und bis 1971 mit Merbeck auch zur Zivilgemeinde Niederkrüchten. Seit 1819 zählt Tetelrath zur Pfarre Merbeck. Die örtliche Bebauung erstreckt sich entlang einer Trockenrinne, die zur Schwalm hin verläuft. In frühen Urkunden wird der Ort „Tidelrode“ (1116) und „Titelraid“ (1563) genannt.

## Infrastruktur
In Tetelrath existieren mehrere landwirtschaftliche Betriebe mit Pferdehaltung, eine Kfz-Werkstatt, eine Werbeagentur sowie einige Kleingewerbebetriebe. Kindern steht ein Spielplatz zur Verfügung.
Die AVV-Buslinien 418 und SB8 der WestVerkehr verbinden Tetelrath wochentags mit Wegberg, Erkelenz und Niederkrüchten, dabei durchfährt die Linie 418 den Ort und bedient auch die Siedlung Tetelrath. Abends und am Wochenende kann der MultiBus angefordert werden.
| Linie | Verlauf |
| ----- | --- |
| 418   | Erkelenz Bf – (Erkelenz ZOB –) (Kehrbusch → Isengraben → Flassenberg ← Isengraben ← Kehrbusch –) Grambusch – Schwanenberg – Geneiken – (Wildenrath Gewerbegebiet –) Tüschenbroich – Watern – Wegberg Busbf (– Wegberg Bf – Harbeck – Merbeck – Venn – Tetelrath – Silverbeek – Niederkrüchten) |
| SB8   | Schnellbus: Erkelenz Bf – Erkelenz Burg / Erkelenz ZOB – Holtum – Uevekoven – Wegberg – Harbeck – Berg – Rickelrath – Schwaam – Venheyde – Merbeck – Abzw. Tetelrath – Silverbeek – Niederkrüchten                                                                                             |

## Sehenswürdigkeiten

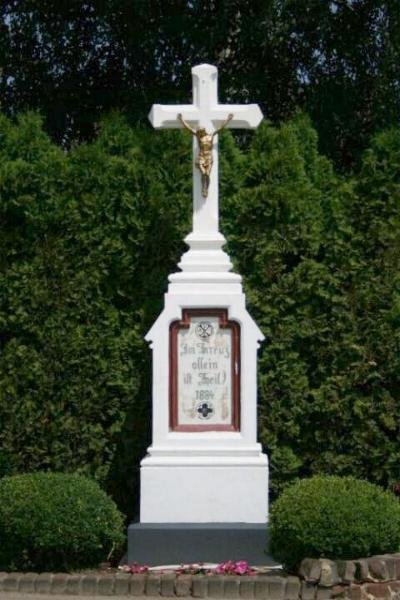
Wege- und Prozessionskreuz in Tetelrath

- Wegekreuz, In Tetelrath als Denkmal Nr. 145

## Vereine
- Dorfgemeinschaft Tetelrath
- Oldtimer-Traktoren-Club Merbeck-Tetelrath[3]
- Freiwillige Feuerwehr Wegberg, Löschgruppe Merbeck, zuständig auch für die Ortschaft Tetelrath.